# Lijst van olympische medaillewinnaars synchroonzwemmen
Synchroonzwemmen is een van de sporten die op het programma van de Olympische Spelen staan, en wordt alleen door vrouwen beoefend. Deze pagina geeft de lijst van olympische medaillewinnaars in deze sport.

## Medaillewinnaars

### Duet
| Editie | Goud                  | Goud                                       | Zilver                | Zilver                          | Brons                 | Brons                                |
| ------ | --------------------- | ------------------------------------------ | --------------------- | ------------------------------- | --------------------- | ------------------------------------ |
| 1984   | USA                   | Candy Costie Tracie Ruiz                   | CAN                   | Sharon Hambrook Kelly Kryczka   | JPN                   | Saeko Kimura Miwako Motoyoshi        |
| 1988   | CAN                   | Michelle Cameron Carolyn Waldo             | USA                   | Karen Josephson Sarah Josephson | JPN                   | Mikako Kotani Miyako Tanaka          |
| 1992   | USA                   | Karen Josephson Sarah Josephson            | CAN                   | Penny Vilagos Vicky Vilagos     | JPN                   | Fumiko Okuno Aki Takayama            |
| 1996   | niet op het programma | niet op het programma                      | niet op het programma | niet op het programma           | niet op het programma | niet op het programma                |
| 2000   | RUS                   | Olga Broesnikina Maria Kiseljova           | JPN                   | Miya Tachibana Miho Takeda      | FRA                   | Virginie Dedieu Myriam Lignot        |
| 2004   | RUS                   | Anastasia Davydova Anastasia Jermakova     | JPN                   | Miya Tachibana Miho Takeda      | USA                   | Alison Bartosik Anna Kozlova         |
| 2008   | RUS                   | Anastasia Davydova Anastasia Jermakova     | ESP                   | Andrea Fuentes Gemma Mengual    | JPN                   | Saho Harada Emiko Suzuki             |
| 2012   | RUS                   | Natalja Isjtsjenko Svetlana Romasjina      | ESP                   | Ona Carbonell Andrea Fuentes    | CHN                   | Huang Xuechen Liu Ou                 |
| 2016   | RUS                   | Natalja Isjtsjenko Svetlana Romasjina      | CHN                   | Huang Xuechen Sun Wenyan        | JPN                   | Yukiko Inui Risako Mitsui            |
| 2020   | ROC                   | Svetlana Kolesnitsjenko Svetlana Romasjina | CHN                   | Huang Xuechen Sun Wenyan        | UKR                   | Marta Fiejedina Anastasia Savtsjoek  |
| 2024   | CHN                   | Wang Qianyi Wang Liuyi                     | GBR                   | Kate Shortman Isabelle Thorpe   | NED                   | Bregje de Brouwer Noortje de Brouwer |

| Land | Goud | Zilver | Brons |
| ---- | ---- | ------ | ----- |
| RUS  | 5    | 0      | 0     |
| USA  | 2    | 1      | 1     |
| CHN  | 1    | 2      | 1     |
| CAN  | 1    | 2      | 0     |
| ROC  | 1    | 0      | 0     |
| JPN  | 0    | 2      | 5     |
| ESP  | 0    | 2      | 0     |
| GBR  | 0    | 1      | 0     |
| FRA  | 0    | 0      | 1     |
| NED  | 0    | 0      | 1     |
| UKR  | 0    | 0      | 1     |

Meervoudige medaillewinnaars
| Succesvolste | Meervoudige                                                                                      |
| --- | ------------------------------------------------------------------------------------------------ |
| 3-0-0 / Svetlana Romasjina 2-0-0 Anastasia Davydova 2-0-0 Natalja Isjtsjenko 2-0-0 Anastasia Jermakova 1-1-0 Karen Josephson 1-1-0 Sarah Josephson | 0-2-1 Huang Xuechen 0-2-0 Andrea Fuentes 0-2-0 Sun Wenyan 0-2-0 Miya Tachibana 0-2-0 Miho Takeda |

### Team
| Editie | Goud | Goud | Zilver | Zilver | Brons | Brons |
| ------ | ---- | --- | ------ | --- | ----- | --- |
| 1996   | USA  | Suzannah Bianco Tammy Cleland Becky Dyroen-Lancer Emily Lesueur Heather Pease Jill Savery Nathalie Schneyder Heather Simmons Jill Sudduth Margot Thien                     | CAN    | Lisa Alexander Janice Bremner Karen Clark Karen Fonteyne Sylvie Fréchette Valerie Hould Kasia Kulesza Christine Larsen Cari Read Erin Woodley | JPN   | Raika Fujii Mayuko Fujiki Rei Jimbo Miho Kawabe Akiko Kawase Riho Nakajima Miya Tachibana Kaori Takahashi Miho Takeda Junko Tanaka           |
| 2000   | RUS  | Jelena Antonova Jelena Azarova Olga Broesnikina Maria Kiseljova Olga Novoksjtsjenova Irina Persjina Jelena Soja Joelija Vasiljeva Olga Vasjoekova                          | JPN    | Ayano Egami Raika Fujii Yoko Isoda Rei Jimbo Miya Tachibana Miho Takeda Juri Tatsumi Yoko Yoneda Yuko Yoneda                                  | CAN   | Lyne Beaumont Claire Carver-Dias Erin Chan Jessica Chase Catherine Garceau Fanny Létourneau Kirstin Normand Jacinthe Taillon Reidun Tatham   |
| 2004   | RUS  | Jelena Azarova Olga Broesnikina Elvira Chasjanova Anastasia Davydova Marija Gromova Anastasia Jermakova Maria Kiseljova Olga Novoksjtsjenova Anna Sjorina                  | JPN    | Michiyo Fujimaru Saho Harada Naoko Kawashima Kanako Kitao Emiko Suzuki Miya Tachibana Miho Takeda Juri Tatsumi Yoko Yoneda                    | USA   | Alison Bartosik Tamara Crow Erin Dobratz Rebecca Jasontek Anna Kozlova Sara Lowe Lauren McFall Stephanie Nesbitt Kendra Zanotto              |
| 2008   | RUS  | Elvira Chasjanova Anastasia Davydova Marija Gromova Natalja Isjtsjenko Anastasia Jermakova Olga Koejzela Jelena Ovchinnikova Svetlana Romasjina Anna Sjorina               | ESP    | Alba Cabello Raquel Corral Andrea Fuentes Thaïs Henríquez Laura López Gemma Mengual Gisela Morón Irina Rodríguez Paoloa Tirados               | CHN   | Gu Beibei Huang Xuechen Jiang Tingting Jiang Wenwen Liu Ou Luo Xi Sun Qiuting Wang Na Zhang Xiaohuan                                         |
| 2012   | RUS  | Elvira Chasjanova Anastasia Davydova Marija Gromova Natalja Isjtsjenko Daria Korobova Aleksandra Patskevitsj Svetlana Romasjina Alla Sjisjkina Anzjelika Timanina          | CHN    | Chang Si Chen Xiaojun Huang Xuechen Jiang Tingting Jiang Wenwen Liu Ou Luo Xi Sun Wenyan Wu Yiwen                                             | ESP   | Clara Basiana Alba Cabello Ona Carbonell Margalida Crespí Andrea Fuentes Thaïs Henríquez Paula Klamburg Irene Montrucchio Laia Pons          |
| 2016   | RUS  | Natalja Isjtsjenko Svetlana Kolesnitsjenko Aleksandra Patskevitsj Jelena Prokofjeva Svetlana Romasjina Alla Sjisjkina Maria Sjoerotsjkina Gelena Topilina Vlada Tsjigireva | CHN    | Gu Xiao Guo Li Huang Xuechen Li Xiaolu Liang Xinping Sun Wenyan Tang Mengni Yin Chengxin Zeng Zhen                                            | JPN   | Aika Hakoyama Aiko Hayashi Yukiko Inui Kei Marumo Kanami Nakamaki Mai Nakamura Risako Mitsui Kano Omata Kurumi Yoshida                       |
| 2020   | ROC  | Vlada Tsjigireva Marina Goliadkina Svetlana Kolesnitsjenko Polina Komar Aleksandra Patskevitsj Svetlana Romasjina Alla Sjisjkina Maria Sjoerotsjkina                       | CHN    | Feng Yu Guo Li Huang Xuechen Liang Xinping Sun Wenyan Wang Qianyi Xiao Yanning Yin Chengxin                                                   | UKR   | Maryna Aleksiiva Vladyslava Aleksiiva Marta Fiedina Kateryna Reznik Anastasiya Savchuk Alina Shynkarenko Kseniya Sydorenko Yelyzaveta Yakhno |
| 2024   | CHN  | Chang Hao Feng Yu Wang Ciyue Wang Liuyi Wang Qianyi Xiang Binxuan Xiao Yanning Zhang Yayi                                                                                  | USA    | Anita Alvarez Jaime Czarkowski Megumi Field Keana Hunter Audrey Kwon Jacklyn Luu Daniella Ramirez Ruby Remati                                 | ESP   | Txell Ferré Marina García Polo Lilou Lluís Valette Meritxell Mas Alisa Ozhogina Paula Ramírez Iris Tió Blanca Toledano                       |

| Land | Goud | Zilver | Brons |
| ---- | ---- | ------ | ----- |
| RUS  | 5    | 0      | 0     |
| CHN  | 1    | 3      | 1     |
| USA  | 1    | 1      | 1     |
| ROC  | 1    | 0      | 0     |
| JPN  | 0    | 2      | 2     |
| ESP  | 0    | 1      | 2     |
| CAN  | 0    | 1      | 1     |
| UKR  | 0    | 0      | 1     |

Meervoudige medaillewinnaars
| Succesvolste | Succesvolste | Meervoudige | Meervoudige |
| --- | --- | --- | --- |
| 4-0-0 / Svetlana Romasjina 3-0-0 Elvira Chasjanova 3-0-0 Anastasia Davydova 3-0-0 Marija Gromova 3-0-0 Natalja Isjtsjenko 3-0-0 / Aleksandra Patskevitsj 3-0-0 / Alla Sjisjkina | 2-0-0 Jelena Azarova 2-0-0 Olga Broesnikina 2-0-0 Anastasia Jermakova 2-0-0 Maria Kiseljova 2-0-0 / Svetlana Kolesnitsjenko 2-0-0 Olga Novoksjtsjenova 2-0-0 / Maria Sjoerotsjkina 2-0-0 Anna Sjorina 2-0-0 / Vlada Tsjigireva 1-1-0 Feng Yu 1-1-0 Wang Qianyi 1-1-0 Xiao Yanning | 0-3-1 Huang Xuechen 0-3-0 Sun Wenyan 0-2-1 Miya Tachibana 0-2-1 Miho Takeda 0-2-0 Guo Li 0-2-0 Liang Xinping 0-2-0 Yin Chengxin 0-2-0 Juri Tatsumi 0-2-0 Yoko Yoneda | 0-1-1 Jiang Tingting 0-1-1 Jiang Wenwen 0-1-1 Liu Ou 0-1-1 Luo Xi 0-1-1 Raika Fujii 0-1-1 Rei Jimbo 0-1-1 Alba Cabello 0-1-1 Andrea Fuentes 0-1-1 Thaïs Henríquez |

## Afgevoerd onderdeel

### Solo
| Editie | Goud    | Goud                                  | Zilver          | Zilver          | Brons | Brons            |
| ------ | ------- | ------------------------------------- | --------------- | --------------- | ----- | ---------------- |
| 1984   | USA     | Tracie Ruiz                           | CAN             | Carolyn Waldo   | JPN   | Miwako Motoyoshi |
| 1988   | CAN     | Carolyn Waldo                         | USA             | Tracie Ruiz     | JPN   | Mikako Kotani    |
| 1992   | USA CAN | Kristen Babb-Sprague Sylvie Fréchette | niet uitgereikt | niet uitgereikt | JPN   | Fumiko Okuno     |

| Land | Goud | Zilver | Brons |
| ---- | ---- | ------ | ----- |
| USA  | 2    | 1      | 0     |
| CAN  | 2    | 1      | 0     |
| JPN  | 0    | 0      | 3     |

Meervoudige medaillewinnaars
| Succesvolste                          |
| ------------------------------------- |
| 1-1-0 Tracie Ruiz 1-1-0 Carolyn Waldo |

## Medaillewinnaars meerdere onderdelen
| Succesvolste | Meervoudige | Meervoudige |
| --- | --- | --- |
| 7-0-0 Svetlana Romasjina 5-0-0 Anastasia Davydova 5-0-0 Natalja Isjtsjenko 4-0-0 Anastasia Jermakova 3-0-0 Olga Broesnikina 3-0-0 Maria Kiseljova 3-0-0 Svetlana Kolesnitsjenko 2-1-0 Carolyn Waldo 2-1-0 Wang Qianyi 2-1-0 Tracie Ruiz 1-1-0 Sylvie Fréchette | 0-5-2 Huang Xuechen 0-5-0 Sun Wenyan 0-4-1 Miya Tachibana 0-4-1 Miho Takeda 0-3-1 Andrea Fuentes 0-2-1 Liu Ou 0-2-0 Gemma Mengual 0-1-1 Saho Harada 0-1-1 Emiko Suzuki 0-1-1 Ona Carbonell | 0-0-2 Yukiko Inui 0-0-2 Mikako Kotani 0-0-2 Risako Mitsui 0-0-2 Miwako Motoyoshi 0-0-2 Fumiko Okuno 0-0-2 Marta Fiejedina 0-0-2 Anastasia Savtsjoek 0-0-2 Alison Bartosik 0-0-2 Anna Kozlova |

Los Angeles 1984 · 
Seoel 1988 · 
Barcelona 1992 · 
Atlanta 1996 · 
Sydney 2000 · 
Athene 2004 · 
Peking 2008 · 
Londen 2012 · 
Rio de Janeiro 2016 · 
Tokio 2020 · 
Parijs 2024 · Los Angeles 2028
Medaillewinnaars 